# Dicrotendipes nigrolineatus
Dicrotendipes nigrolineatus är en tvåvingeart som först beskrevs av Freeman 1957.  Dicrotendipes nigrolineatus ingår i släktet Dicrotendipes och familjen fjädermyggor.
Artens utbredningsområde är Kongo. Inga underarter finns listade i Catalogue of Life.